# Бомбардіно
Бомбарді́но (англ. Bombardino) — гарячий алкогольний напій, популярний в Італії, особливо на гірськолижних курортах. Виник у гірському регіоні Лівіньйо.
Його готують шляхом змішування однієї частки адвокату чи еґноґу (яєчний коктейль) та однієї частки бренді. Коктейль подають гарячим та зі збитими вершками зверху. Існують кілька варіацій напою:
- з кавою — калімеро (calimero). Калімеро готують з 1 частки бренді, 1 частки яєчного лікеру Vov та 1 частки еспресо;
- з ромом — пірата (pirata);
- з віскі — скоззесе (scozzese).

Назва «бомбардіно» скоріш за все походить зі слів одного з перших споживачів, що відзначив його високу температуру та високий вміст алкоголю, й промовив «Це як бомба!».